# Још увек знам шта сте радили прошлог лета
Још увек знам шта сте радили прошлог лета (енгл. I Still Know What You Did Last Summer) је америчко-мексички хорор филм из 1998. године, режисера Денија Кенона, са Џенифер Лав Хјуит, Бренди Норвуд, Фредијем Принцом Џуниором, Мекијем Фифером и Метјуом Сетлом у главним улогама. Представља наставак филма Знам шта сте радили прошлог лета из 1997, а Џенифер Лав Хјуит и Фреди Принц Џуниор су се вратили у своје улоге Џули Џејмс, односно Реја Бронсона, док су Сара Мишел Гелар и Рајан Филипи имали камео улоге као Хелен Шиверс и Бери Кокс из претходног дела.

## Радња
Након свега што се десило прошлог лета нико није заслужио одмор више од Џули Џејмс. Она заједно са пријатељицом Карлом осваја на наградној игри пут за четири особе на Бахаме. Ипак, ближи се годишњица смрти њених пријатеља, 4. јул, и Џули има ноћне море због тога. Нови пријатељи пожеле да је развеселе у игри караоке, али док Џули пева песму Глорије Гејнор, I Will Survive, стих који је требало да гласи Ја ћу преживети, мистериозно се замени са Ја још увек знам шта сте радили прошлог лета и тада започиње нови крвави пир убице с куком.

## Улоге
| Глумац             | Улога                |
| ------------------ | -------------------- |
| Џенифер Лав Хјуит  | Џули Џејмс           |
| Бренди Норвуд      | Карла Вилсон         |
| Фреди Принц Џуниор | Реј Бронсон          |
| Меки Фифер         | Тирел Мартин         |
| Муз Вотсон         | Бен Вилис            |
| Метју Сетл         | Вил Бенсон           |
| Џенифер Еспосито   | Ненси                |
| Бил Кобс           | Естес                |
| Џефри Кумс         | Г. Брукс             |
| Бенџамин Браун     | Дерик Докхенд        |
| Елерина Хардинг    | Олга                 |
| Џон Хокс           | Дејв                 |
| Џек Блек           | Тајтус Телеско       |
| Сара Мишел Гелар   | Хелен Шиверс (камео) |
| Рајан Филипи       | Бери Кокс (камео)    |